# Naftalan
Naftalan este un oraș din Azerbaidjan. A fost fondat în 1967.